# Smicroplectrus inversus
Smicroplectrus inversus är en stekelart som beskrevs av Dmitriy R. Kasparyan 1976. Smicroplectrus inversus ingår i släktet Smicroplectrus och familjen brokparasitsteklar. Inga underarter finns listade i Catalogue of Life.